# Ioané de Kakhétie
Ioané de Kakhétie est un prince de Kakhétie vers 786 à 790. 

## Biographie
Fils aîné d'Artchil Ier le Martyr, il règne conjointement avec son frère cadet Djouanscher. La Chronique géorgienne précise que pour fuir les Arabes, Ioané se retire en Géorgie occidentale (Egris) accompagné de sa mère et de deux de ses sœurs.
Ioané disparaît rapidement vers 790 sans laisser de descendance.